# Koonyum Range
Koonyum Range är en bergskedja i Australien. Den ligger i delstaten New South Wales, i den sydöstra delen av landet, omkring 630 kilometer norr om delstatshuvudstaden Sydney.
I omgivningarna runt Koonyum Range växer i huvudsak städsegrön lövskog. Runt Koonyum Range är det ganska tätbefolkat, med 52 invånare per kvadratkilometer. Genomsnittlig årsnederbörd är 1 776 millimeter. Den regnigaste månaden är januari, med i genomsnitt 298 mm nederbörd, och den torraste är oktober, med 39 mm nederbörd.